# Ferrymead
Ferrymead est la banlieue au sud-est de Christchurch, située dans la région de Canterbury dans l’Île du Sud de la Nouvelle-Zélande.

## Situation
C’est la principale voie de communication pour atteindre la mer à l’est des banlieues telles que Sumner, aussi bien que le domicile d’un certain nombre de résidences perchées sur la falaise et d’activités industrielles le long du front de l’estuaire.

## Géographie
Ferrymead est située dans l’estuaire nommé Avon Heathcote (en), tout près du point où le fleuve Heathcote se draine dans les eaux de l’estuaire et à 3 km à l’ouest du véritable déversement dans la mer au niveau de Pegasus Bay.
Vers le nord se trouvent les bassins d’oxydation de l’usine de traitement des eaux des égouts de Christchurch, qui sont un important refuge de la vie sauvage et sont habités par de nombreuses espèces d’oiseaux.
Vers le sud s’étend la chaîne de montagne de Port Hills.
La banlieue est dénommée d’après le nom du ferry, qui fonctionnait à travers le fleuve Heathcote durant la période initiale de la colonisation.
Après le séisme de 2011 en Nouvelle-Zélande ayant touché Christchurch, un certain nombre d’activités commerciales importantes de la cité de Christchurch se sont relocalisées vers le secteur de Ferrymead, en en faisant le second centre commercial, réalisant un petit hub et aidant les autres commerces et les cafés à grossir.

## Histoire

### Installation des premiers Européens
L’installation des Européens dans le secteur date de l’arrivée des premiers colons en 1850.
Les fermes constituèrent l’industrie principale de cette zone à partir de ces premières années et la vallée de Heathcote est toujours centrée sur la production agricole.
Le service du ferry commença aux environs de 1851 par un bateau à fond plat pour le bétail.
James Townsend (1788–1866) fit fonctionner ce bac à partir de 1852.
Quand il le vendit, le nouveau propriétaire appela sa maison: le Ferry Mead Hotel (la prairie du ferry) et ceci donna son nom à la banlieue .
Ce service de ferry continua jusqu’à l’achèvement du pont de Heathcote Bridge en 1864.
Le transport en bateau, à cette époque pouvait aussi assurer les déplacements en amont sur la rivière Heathcote aussi loin que les quais de Christchurch adjacents au pont actuel de Radley Street.
Plus tard, le quai des steamers fut ouvert au niveau de l’intersection de Tunnel Road avec Ferry Road.
Le chemin de fer du Railway Wharf fut ouvert en décembre 1863 avec le Ferrymead Railway.
Le transport par bateau sur la rivière était très coûteux, autour de 2 pounds par tonne, plus que pour amener un cargo à partir du Royaume-Uni, et les bateaux étaient très petits. Plus tard, les bateaux à vapeur firent descendre les prix mais la difficulté de faire passer les bateaux au-dessus de la barre de l’estuaire et remonter la rivière elle-même étaient un inconvénient considérable.
Le transport par bateau sur la rivière survécut seulement quelques années à l’arrivée du chemin de fer de, bien qu'en 1864 et en 1907 des ponts furent conçus pour permettre le passage des bateaux.

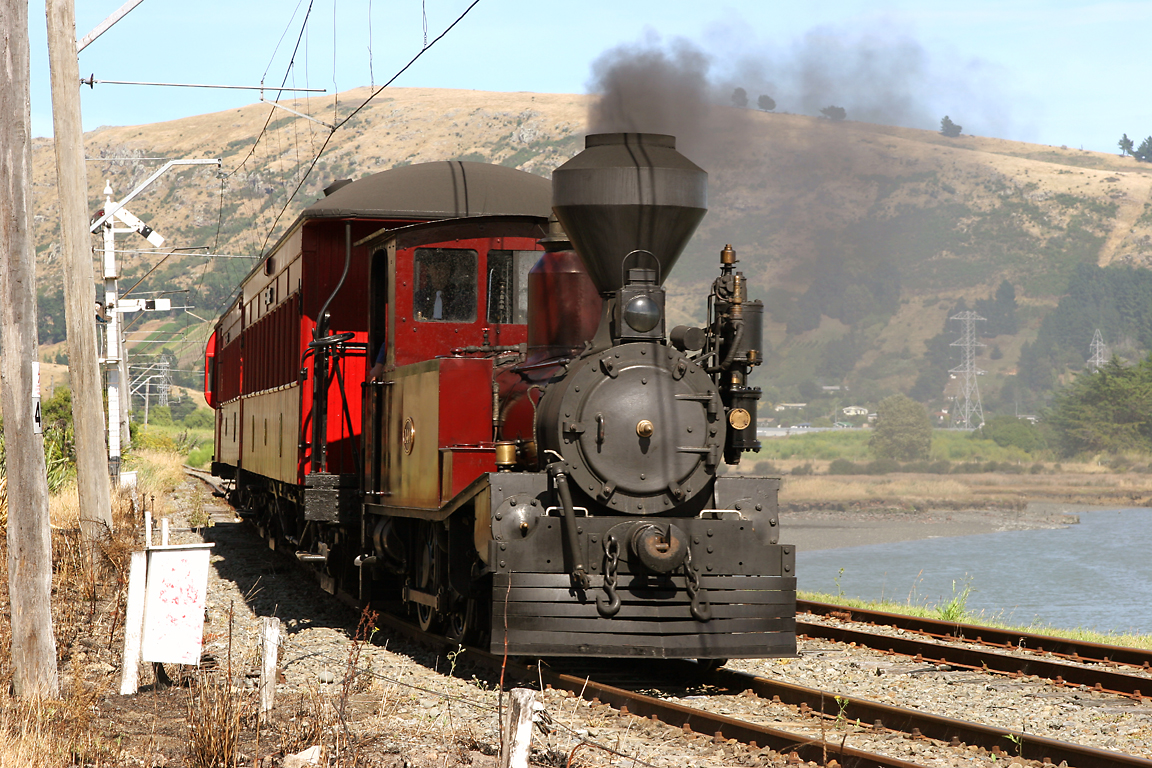
Locomotive Classe D N° 140 au niveau du chemin de fer restauré de Ferrymead

### Le chemin de fer initial
Le 1er décembre 1863, la première ligne de chemin de fer public de Nouvelle-Zélande fut ouverte à partir de Ferrymead vers le centre de la cité de Christchurch.
La ligne fut temporairement assez rentable pour permettre la construction du tunnel de ‘Heathcote/Lyttelton (en).
Elle fut fermée en 1867 après l’ouverture du tunnel de chemin de fer de Moorhouse en direction du port de Lyttelton.
Son trajet circulait ainsi à 7 km de la cité de Christchurch, où la gare était située près du site occupé bien plus tard en 1960 par la station de Christchurch (fermée en 1995).
Les locomotives et le matériel roulant furent importés de la ville de Victoria, en Australie et ceci fut la raison principale pour laquelle le gabarit 5' 3" (1600 mm) fut adopté initialement pour le chemin de fer.
Les gares furent localisées dans la fin de l’année suivante au niveau des banlieues de Woolston (autrefois Hillsborough), Opawa et Linwood (les deux dernières assurant uniquement des arrêts pour les passagers jusqu’à la fin de l’exploitation des trains suburbains en 1972).
Une branche fut aussi développée en direction de Heathcote à l’époque de la construction du tunnel.
Le tunnel de Moorhouse fut terminé  en un temps beaucoup plus court qu’envisagé et en conséquence la ligne de chemin de fer de la ligne de Ferrymead (en) fut fermée officiellement le 9 novembre 1867, le même jour que la ligne de chemin de fer en direction de Lyttelton était ouverte.
À la suite de la conversion à l’écartement 3' 6" (1067 mm)  de gabarit, qui découlait de la mise en place de la  ligne principale du Sud (en), tout le matériel roulant à l’écartement plus large fut revendu à l’Australie.
Le bateau dans lequel il fut placé fit naufrage sur les côtes de la Nouvelle-Zélande mais la cargaison fut sauvée.
Le matériel roulant resta ensuite à l’abandon pendant presque 100 ans jusqu’à l’avènement du Parc historique de Ferrymead.
À la suite de la célébration du centenaire de la ligne, différents groupes comprenant le New Zealand Railway and Locomotive Society, la branche de Canterbury (maintenant la société des chemins de fer de Canterbury (en)) trouvèrent de l’intérêt à développer le site historique.
Le chemin de fer de Ferrymead (en) fonctionna sur les structures initiales du chemin de fer dans le cadre du Ferrymead Heritage Park (en) (autrefois : le parc historique de Ferrymead).